# Кетрін Макнамара
Кетрін Макнамара (англ. Katherine McNamara; нар. 22 листопада 1995, Канзас-Сіті, Міссурі) — американська акторка і співачка.

## Молодість і освіта
Народилася 22 листопада 1995 року в Канзас-Сіті, штат Міссурі, у сім'ї військових Урсули та Евана Макнамари. Виросла в Лі Самміт, Міссурі. У 2011 переїхала в Лос-Анджелес.
Макнамара була успішною ученицею з певних предметів, в результаті чого вона частково навчалася вдома. Атестат середньої школи отримала у віці 14 років. 
У 17 років Макнамара закінчила з відзнакою ступінь бакалавра наук у галузі ділового адміністрування в Університеті Дрекселя, завершивши більшу частину своєї курсової роботи онлайн.
У липні 2017 року вона повідомила, що була зарахована на онлайн-магістерську програму з літератури в університеті Джона Гопкінса.

## Кар'єра
Свою акторську кар'єру почала на сцені в Канзас-Сіті. Потім брала участь у фільмах, знятих в районі Канзас-Сіті, таких як «Сваха Мері» у 2008 році та короткометражному фільмі «Get Off My Porch». 
У 2010 році з'явилася в бродвейській виставі A Little Night Music. Згодом почала зніматися у серіалах, зокрема «Закон і порядок: Спеціальний корпус», «30 потрясінь» і «До смерті красива». Макнамара з'являлася в таких фільмах, як «Новорічна ніч», в оригінальному фільмі Disney Channel «Дівчина проти монстра», . Знялася у фільмі «Том Сойєр і Гекльберрі Фінн», зігравши роль подруги Тома Беккі Тетчер. 
Знялася в трьох епізодах серіалу Disney XD «В ударі», і у двох епізодах серіалу Disney Channel Джессі. Вона також з'явилася в епізоді серіалу Nickelodeon The Thundermans. Макнамару взяли на роль Гарпер Манро, фотографа парку розваг у серіалі MTV Happyland. 
У 2015 році зіграла роль у третьому сезоні «Фостерів».
6 травня 2015 року ABC Family (тепер Freeform) оголосила, що Макнамара зіграє головну героїню Клері Фрей у «Сутінкових мисливцях». 
Макнамара з'явилася в продовженні фільму «Той, що біжить в лабіринті» «Той, що біжить в лабіринті: Випробування вогнем». Вона повторила цю роль у сиквелі 2018 року «Той, що біжить в лабіринті: Ліки від смерті».
У вересні 2018 року Макнамару взяли на роль повторюваного персонажа Мії Смоук, доньки Олівера Куїна та Фелісіті Смоук у сьомому сезоні «Стріли». Пізніше Макнамару підвищили до основного складу восьмого й останнього сезону «Стріли». 
У жовтні 2019 року CW оголосив про плани потенційного спін-оффу Arrow за участю Мії Смоук. Бекдорний пілот для спін-оффу транслювався як дев'ятий епізод останнього сезону Arrow. Однак у січні 2021 року CW передав замовлення на спін-офф серіалу. 
У жовтні 2019 року Макнамара була обрана на роль Джулі Лорі в адаптації фільму Стівена Кінга The Stand. 
У листопаді 2018 року Макнамара приєдналася до акторського складу фільму Чарлі Дея.
Протягом травня та червня 2020 року Макнамара брала участь у створенні фільму «Без назви фільму жахів», який знімали учасники акторського складу, які отримували керівництво від Ніка Саймона через віддалену відеоконференцію. Це було пов’язано з обмеженнями, які вимагали протоколи дистанціювання від COVID-19. 
2021 році QCode випустив The Burned Photo, подкаст жахів, з Макнамарою як учасником озвучення. Того ж року вона також була додана до озвучення мультфільму «Пригоди кролика Браво».
У березні 2022 року Макнамару призначили на головну роль у пілотному фільмі Walker: Independence, запланованому приквелі до Walker. Вона грає Еббі Вокер. Того ж місяця її додали до акторського складу фільму «Джейд», який є режисерським дебютом каскадера Джеймса Бемфорда. 
11 квітня 2022 року вона почала вести подкаст повторного перегляду «Мисливців за тінями» разом зі своїм колегою Домініком Шервудом під назвою «Повернення в тіні». 
Макнамара також зіграла головну роль у фільмі Amazon Prime Sugar разом із Жасмін Скай Зарін.
Макнамара знявся в ролі новачка агента Секретної служби США у фільмі 2024 року «Падіння борту номер один».
У грудні 2024 року Макнамара завершила зйомки фільму «Койот» у Колумбії.

### Співачка
Протягом своєї кар'єри Макнамара співала пісні, які використовувалися у фільмах або телесеріалах, у яких вона з'являлася. Вона написала та заспівала пісню «Chatter» для конкурсу, а також знялася в кліпі на цю пісню. Вона написала «My Heart Can Fly», яку її героїня співає під час конкурсу талантів у «Маленьких дикунах». Вона заспівала «Wait for You», кінцеву пісню для «A Sort of Homecoming». Вона також заспівала «Stay True», кінцеву пісню титрів до фільму Р. Л. Стайна «Монстервіль: Кабінет душ». Її пісня «Ember» прозвучала під час 20-го епізоду другого сезону «Мисливців за тінями».
У грудні 2019 року Макнамара була представлена як голос співачки Саллі Джессап в анімаційному різдвяному спеціальному епізоді серіалу DreamWorks Spirit Riding Free під назвою «Spirit of Christmas», прем'єра якого відбулася на Netflix. Вона також забезпечила вокал для кількох пісень, представлених у спеціальному випуску.
У листопаді 2020 року Макнамара випустила «What Do We Got to Lose» на цифрових музичних платформах. Її пісня «Making a Monster Out of Me» стала доступною на цифрових музичних платформах 17 грудня 2020 року. 14 лютого 2021 року вона випустила «Love Me Like That» на різних цифрових музичних платформах. Усі ці пісні були записані кількома роками раніше, коли Макнамара створювала музичне портфоліо.

## Філантропія
Макнамара брала участь у боротьбі з булінгом, описуючи, як над нею знущалися в дитинстві.[63][64] Макнамара також працював з Lollipop Theatre Network, відвідуючи дітей, які через серйозні захворювання перебувають у лікарнях.[65][66] 
У 2017 році вона записала пісню «Glass Slipper», яка була використана в рамках благодійної кампанії програми ООН Girl Up. Вона також створила футболку з текстом "Glass Slipper" як частину цієї кампанії.
У 2018 і 2019 роках вона брала участь у Big Slick Celebrity Weekend, який збирає пожертви для Дитячої лікарні милосердя Канзас-Сіті.
31 березня 2020 року Макнамара оголосила, що працює над піснею під назвою «Just Like James», яка була випущена 8 квітня в Google Play Store, Apple iTunes store і Spotify. Прибуток від пісні були передані Всесвітній організації охорони здоров’я (ВООЗ) для допомоги COVID-19. Google пожертвував кошти, що відповідають продажам за перші 30 днів.
8 травня 2020 року Макнамара взяла участь в екранізації «Гордості та упередження» Джейн Остін із грою «Акторська справа».

## Фільмографія
| Рік       | Фільм                                         | Назва                                      | Роль                                       | Примітка                                                                 |
| --------- | --------------------------------------------- | ------------------------------------------ | ------------------------------------------ | ------------------------------------------------------------------------ |
| 2007      | Наречена і наречений                          | The Bride & the Groom                      |                                            |                                                                          |
| 2008      | Всі дороги ведуть додому                      | All Roads Lead Home                        |                                            |                                                                          |
| 2008      | Matchmaker Mary                               |                                            |                                            |                                                                          |
| 2009      | Сем Стіл і його дитяче детективне агентство   | Sam Steele and the Junior Detective Agency | Емма Марш                                  |                                                                          |
| 2011      | Закон і порядок: Спеціальний корпус           | Law & Order: Special Victims Unit          | Жасмін                                     | Епізод: «Flight»                                                         |
| 2011      | 30 потрясінь                                  | 30 Rock                                    | Меган                                      | Епізод: «TGS Hates Women»                                                |
| 2011      | До смерті красива                             | Drop dead diva                             | Енн Логан                                  | Епізод: «Ah, Men»                                                        |
| 2011      | Старий новий рік                              | New Year's Eve                             | Лілі Боуман                                |                                                                          |
| 2012-2013 | В ударі                                       | Kickin' it                                 | Клер                                       | 3 епізоди                                                                |
| 2012      | Хор                                           | Glee                                       | балерина№ 1                                | Епізод: «Makeover»                                                       |
| 2012      | Дівчина та монстр                             | Girl vs. Monster                           | Міра Сантеллі                              | телефільм                                                                |
| 2013      | Контакт                                       | Touch                                      | Еві Вудс                                   | Епізод: «Reunions»                                                       |
| 2013      | Джессі                                        | Jessie                                     | Брін Брейтбарт                             | Епізод: «Kids Don't Wanna Be Shunned» Епізод: «Diary of a Mad Newswoman» |
| 2014      | CSI: Місце злочину                            | CSI: Crime Scene Investigation             | Анжела Уорд                                | Епізод: «Long Road Home»                                                 |
| 2014      | Незабутнє                                     | Unforgettable                              | молода Керрі Уеллс                         | Епізод: «Reunion»                                                        |
| 2015      | Фостери                                       | The Fosters                                | Кет                                        | 3 епізоди                                                                |
| 2015      | Той що біжить лабіринтом: Випробування вогнем | The Maze Runner: The Scorch Trials         | Соня                                       |                                                                          |
| 2016-2019 | Сутінкові мисливці                            | Shadowhunters                              | Кларисса «Клері» Фрей/Ферчайлд/Моргенштерн | 55 епізодів                                                              |
| 2018      | Той що біжить лабіринтом: Ліки від смерті     | The Maze Runner: The Death Cure            | Соня                                       |                                                                          |
| 2018-2020 | Стріла                                        | Arrow                                      | Мія Смоук/ Чорна зірка/Зелена стріла       | 20 епізодів                                                              |
| 2019      | Супердівчина                                  | Supergirl                                  | Мія Смоук                                  | Епізод: «Crisis on Infinite Earths Part 1»                               |
| 2019      | Бетвумен                                      | Batwoman                                   | Мія Смоук                                  | Епізод: «Crisis on Infinite Earths Part 2»                               |
| 2019      | Флеш                                          | The Flash                                  | Мія Смоук                                  | Епізод: «Crisis on Infinite Earths Part 3»                               |
| 2019      | Асиміляція                                    | Assimilate                                 | Ханна                                      |                                                                          |
| 2020      | Протистояння                                  | The Stand                                  | Джулі Лоурі                                | 4 епізоди                                                                |
| 2021      | Довіра                                        | Trust                                      | Емі                                        |                                                                          |